# Frans Burman (1628-1679)
Frans Burman (gelatiniseerd: Franciscus Burmannus; Leiden, 13 januari 1628 - Utrecht, 12 november 1679), ook wel Burmannus I genoemd, was een gereformeerd predikant uit de Republiek der Zeven Verenigde Nederlanden. Hij werd in 1662 hoogleraar aan de Universiteit Utrecht en was daar in de perioden 1664-1665 en 1670-1671 rector magnificus.

## Biografie
Frans Burman was een zoon van Pieter Burman (1577-1630) en Josina Balde (1601-1667). Zijn vader was een koopman en predikant uit Keulen, die uit zijn eerste huwelijk, met Anna Maria Bruchhausen in 1604, drie kinderen (Hester, Janneken, Petrus en Susanna) kreeg. Hij trouwde later met koopmansdochter Josina Balde en kreeg met haar een zoon, Frans, en een dochter, Machteld.
In zijn kinderjaren werd de jonge Burman onderwezen door Festus Hommius. Hij studeerde theologie aan de Universiteit Leiden vanaf 1643 en leerde daar Christophorus Wittichius en René Descartes kennen. Burman sprak op 16 april 1648 te Egmond met Descartes over diens denkbeelden. De uitkomsten van dit gesprek werden beschreven in Responsiones Renati Des Cartes ad quasdam difficultates ex meditationibus ejus, etc. ab ipso haustae.
Burman preekte van mei 1650 tot 10 juni 1661 in Hanau. Op 10 juni 1661 werd hij ter vervanging van Martinus Ubbenius benoemd tot subregent van het Staten-Collegie. Op 23 oktober 1661 promoveerde hij tot doctor in Leiden.
Op 6 oktober 1662 werd Burman benoemd tot gewoon hoogleraar theologie aan de Universiteit Utrecht en op 12 november dat jaar hield hij zijn oratie, getiteld Oratio de doctrina Christiana. Zijn benoeming was het gevolg van een langdurige twist tussen Gisbertus Voetius en Johannes Coccejus over de verbondsleer en de sabbat. Burman was, net als de toenmalige leden van het vroedschap in Utrecht, aanhanger van Coccejus. In zijn controversiële werk De moralitate sabbati hebdomadalis (1665) betoogde Burman dat de sabbat enkel een ceremoniële functie vervulde en hij was de eerste die deze boodschap ook predikte. Zijn uitlatingen leidden tot een conflict met onder anderen zijn collega-professor Andreas Essenius en de predikant Jodocus van Lodenstein. De vroedschap besloot in 1669 dat de Utrechtse hoogleraren geen scherpe en beledigende woorden mochten gebruiken.
Van 6 maart 1671 tot zijn overlijden op 12 november 1679 werkte hij als hoogleraar Kerkelijke geschiedenis.

## Persoonlijk leven
Op 17 maart 1665 trouwde Burman met Maria Heidanus, een dochter van professor Abraham Heidanus (1597-1678). Hij kreeg een dochter en vier zoons, onder wie Petrus Burmannus Senior en Frans Burman, predikant te Koudum, Brielle, Enkhuizen en Amsterdam in de Amstelkerk en Noorderkerk. Hij was een oom van Pieter Burman Junior.